# Eichwalde
Eichwalde là một đô thị thuộc huyện Dahme-Spreewald bang Brandenburg nước Đức. Đô thị này có diện tích 2,8 km2. Thị trấn được lập ngày 20 tháng 3 năm 1893.